# Szent Imre-templom (Zalaszentgrót)

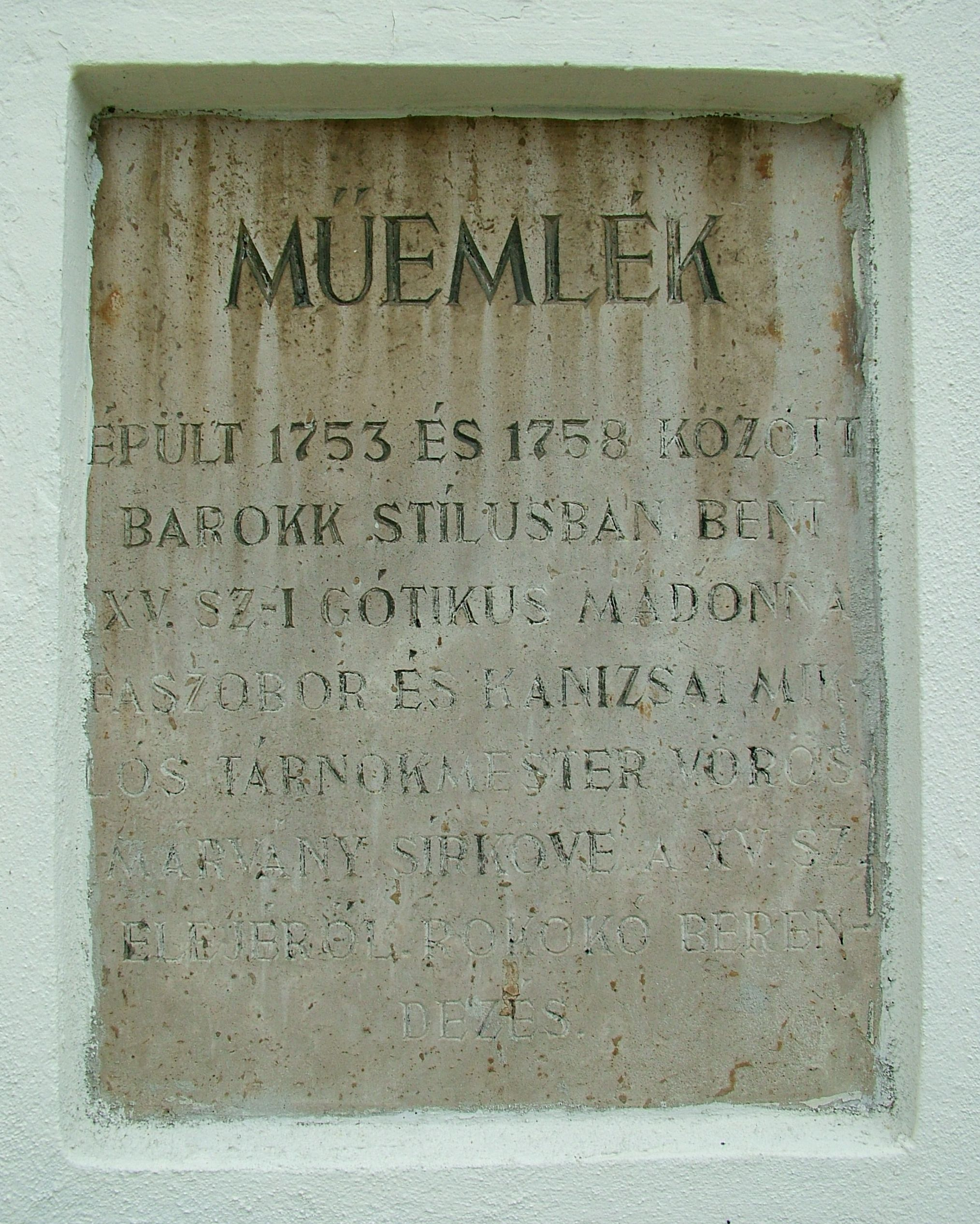
A Szent Imre-templom műemléki táblája

A barokk stílusú épület Zalaszentgrót legnagyobb temploma, a magyar katolikus egyház Veszprémi főegyházmegye Zalai Főesperesség Zalaszentgróti Kerület központja. Névadója Szent István királyunk fiatalon elhunyt fia, Szent Imre herceg.

## Története
A sekrestyeajtó feletti kartusban lévő építési dátum szerint 1753-1758 között építtette a Batthyány család. Az építéséhez felhasználták a helyiek által ma már csak Romtoronynak hívott egykori ferences templom anyagát is.

## Az épület
A város központjában, szabadon álló épület barokk stílusban épült. Berendezése - a fő- és mellékoltárok, a szószék - a 18. század második felében készült rokokó munka. A Győztes Immaculata olajképet 1758-1760 körül festették. A templomban megtalálható még Szent Ince vértanú üvegkoporsóban elhelyezett ereklyéje, Kanizsai Miklós tárnokmester XV. század eleji vörösmárvány sírköve és az 1490-es évekből származó gótikus faszobor, a Szentgróti Madonna.

## Ünnepek
- Búcsú: november 5.
- Szentségimádási nap: március 17. és szeptember 10.[4]
- Szentóra: május 1.